# Kościół św. Jakuba Większego w Gromadnie
Kościół pw. św. Jakuba Większego w Gromadnie – katolicki kościół parafialny znajdujący się w miejscowości Gromadno (gmina Wyrzysk), w pobliżu brzegu jeziora Falmierowskiego.

## Historia

### Poprzednie świątynie
Być może pierwsza świątynia w Gromadnie powstała już w XIII wieku za sprawą rodu Pałuków. Około 1558 ówcześni właściciele wsi (Grudzińscy) przyjęli protestantyzm, i przekazali kościół parafialny lokalnym ewangelikom. Katolicy musieli uczęszczać do innych parafii, a swoją świątynię odzyskali dopiero około 1620. 
W 1653 kościół był drewniany, kryty słomą, a na jego wyposażeniu znajdował się tylko ołtarz główny. Dzwonnica była w złym stanie technicznym i pozbawiona dzwonów. Ksiądz Marcin Toczkiewicz był pierwszym znanym z nazwiska miejscowym proboszczem (1653). W drugiej połowie XVII wieku proboszczem we wsi był ksiądz Jerzy Lank, który w znaczący sposób wyremontował i doposażył świątynię (odnotowano wówczas dwa boczne ołtarze częściowo pozłacane, nową chrzcielnicę i obrazy ścienne). W 1740 Seweryn Kitnowski (chorąży pomorski i właściciel wsi) na miejscu starej świątyni postawił nową (mur pruski, trzy ołtarze). W latach 50. XVIII wieku wdowa po Sewerynie Kitnowskim - Małgorzata wzniosła drewnianą dzwonnicę w kształcie wieży, wyposażoną w trzy dzwony. Plebania była wtedy niewielka i kryta słomą. W połowie XVIII wieku na terenie parafii dominowali katolicy (na 661 zamieszkałych osób 556 było katolikami, a 105 protestantami).
W 1791 właścicielka wsi, Magdalena Trąpczyńska przeprowadziła remont świątyni. Nieuczciwi rzemieślnicy oszukali jednak podczas prac budowlanych i nie wymienili spróchniałych belek, a tylko je zamaskowali. W następstwie tych działań, podczas mocnej wichury w 1814 wywróciła się jedna ze ścian, którą potem zamurowano. 

### Obecna świątynia

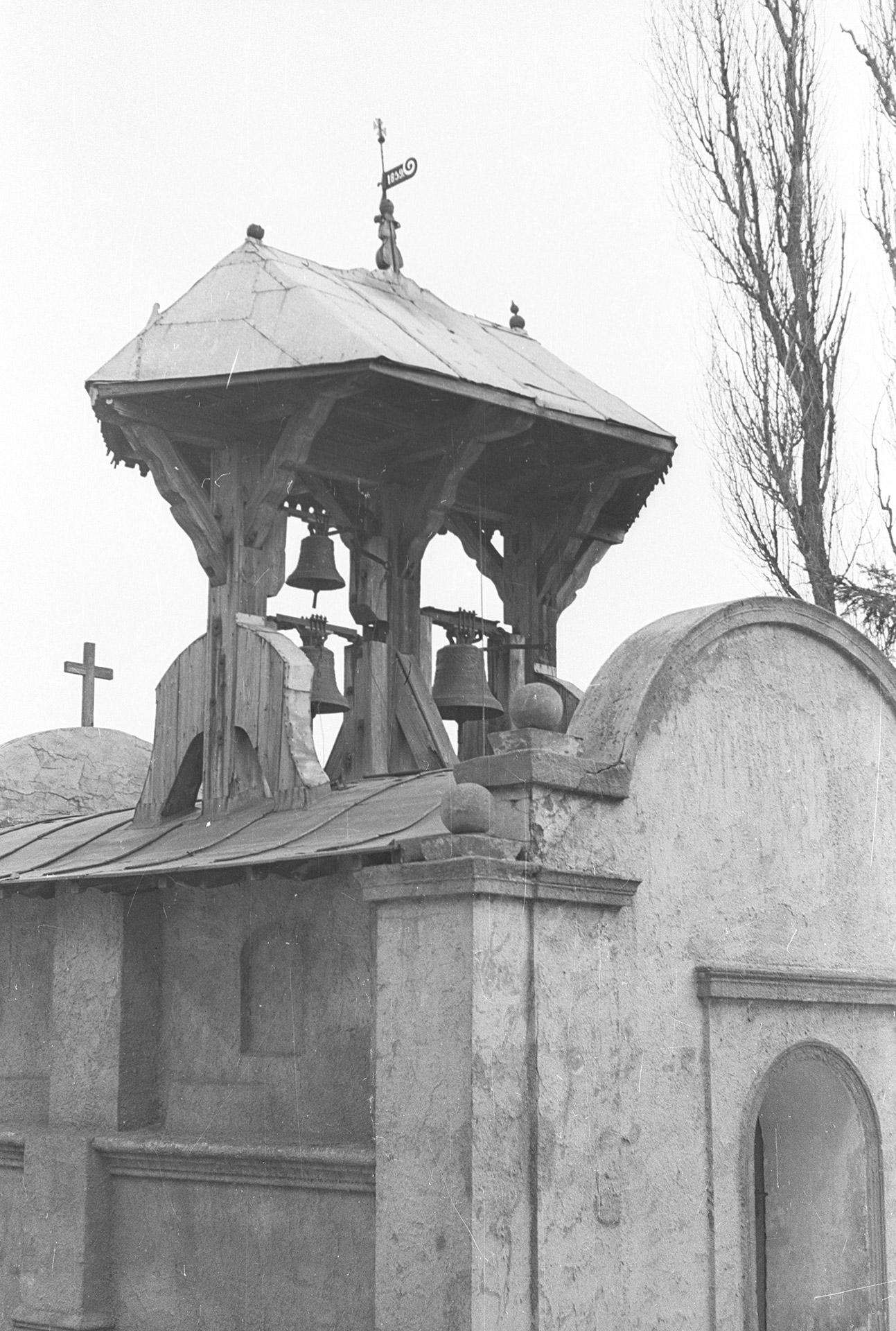
Dzwonnica w 1974

Za czasów proboszcza Józefa Manske w 1853 lub 1873 została wybudowana obecna, murowana świątynia w stylu neoromańskim, a także budynek nowej plebanii. W 1909 naprawiono dach kościoła, a w 1921 wyremontowano plebanię. W 1927 zamknięto cmentarz przykościelny. W nocy z 19 na 20 czerwca 1935 dokonano włamania do świątyni i okradzenia skarbon (w okolicy panowała wówczas wyjątkowa nędza). Przed 1939 planowano dobudować do założenia kościelnego dom oświatowy, ale wybuch II wojny światowej pokrzyżował te plany. 
2 września 1939 Niemcy aresztowali proboszcza Józefa Domerackiego - został on zamordowany w dniu 26 października 1939 w ich obozie koncentracyjnym w Buchenwaldzie. Osadzono go najpierw w więzieniu w Wyrzysku, 8 września przeniesiono do Piły, a 13 września umieszczono jeszcze przejściowo w obozie koncentracyjnym w Dachau. Parafia przestała funkcjonować.
Od 27 kwietnia 1945 nabożeństwa odsługiwał proboszcz z Łobżenicy - ksiądz Stanisław Gierszewski. Od 27 lipca 1945 do Gromadna wrócił proboszcz - powołany na to stanowisko został ksiądz Stanisław Goliwąs. Kościół był w dobrym stanie, tylko okna zrujnowano w wyniku działań wojennych. Niemcy zdewastowali też cmentarz przykościelny. W 1945 parafia została całkowicie pozbawiona protestantów. W 1968 ksiądz Goliwąs wszedł w konflikt z parafianami i musiał opuścić parafię (parafianie zablokowali nawet przejściowo dostęp do kościoła). 15 czerwca 1988 rozpoczęły się prace remontowe (m.in. naprawa przeciekającego dachu). 26 października 1991 kościół nawiedził z wizytacją kanoniczną kardynał Józef Glemp. W 1992 przy świątyni zbudowano dom pogrzebowy, którego poświęcenia dokonał arcybiskup Henryk Muszyński. W 2011 został przeprowadzony generalny remont plebanii. W 2012 zbudowano nowe schody do kościoła. W 2013 ustawiono pomnik z popiersiem papieża Jana Pawła II. 

## Wyposażenie i otoczenie
W trójnawowym wnętrzu kościoła znajdują się barokowe rzeźby, granitowa, prawdopodobnie średniowieczna kropielnica stoi przy wejściu. Obok kościoła wznosi się brama-dzwonnica z 1859.

## Galeria

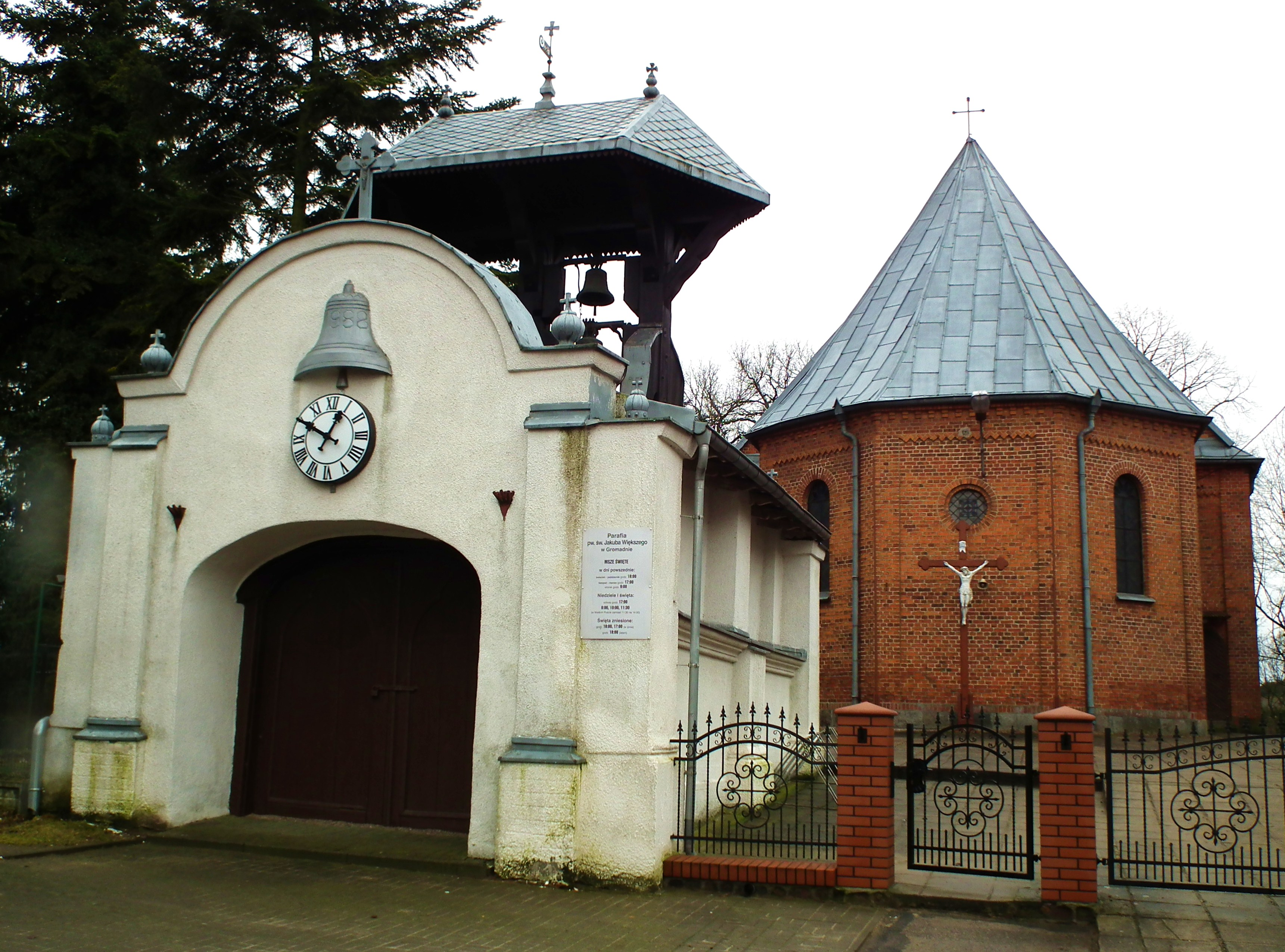
Dzwonnica i prezbiterium
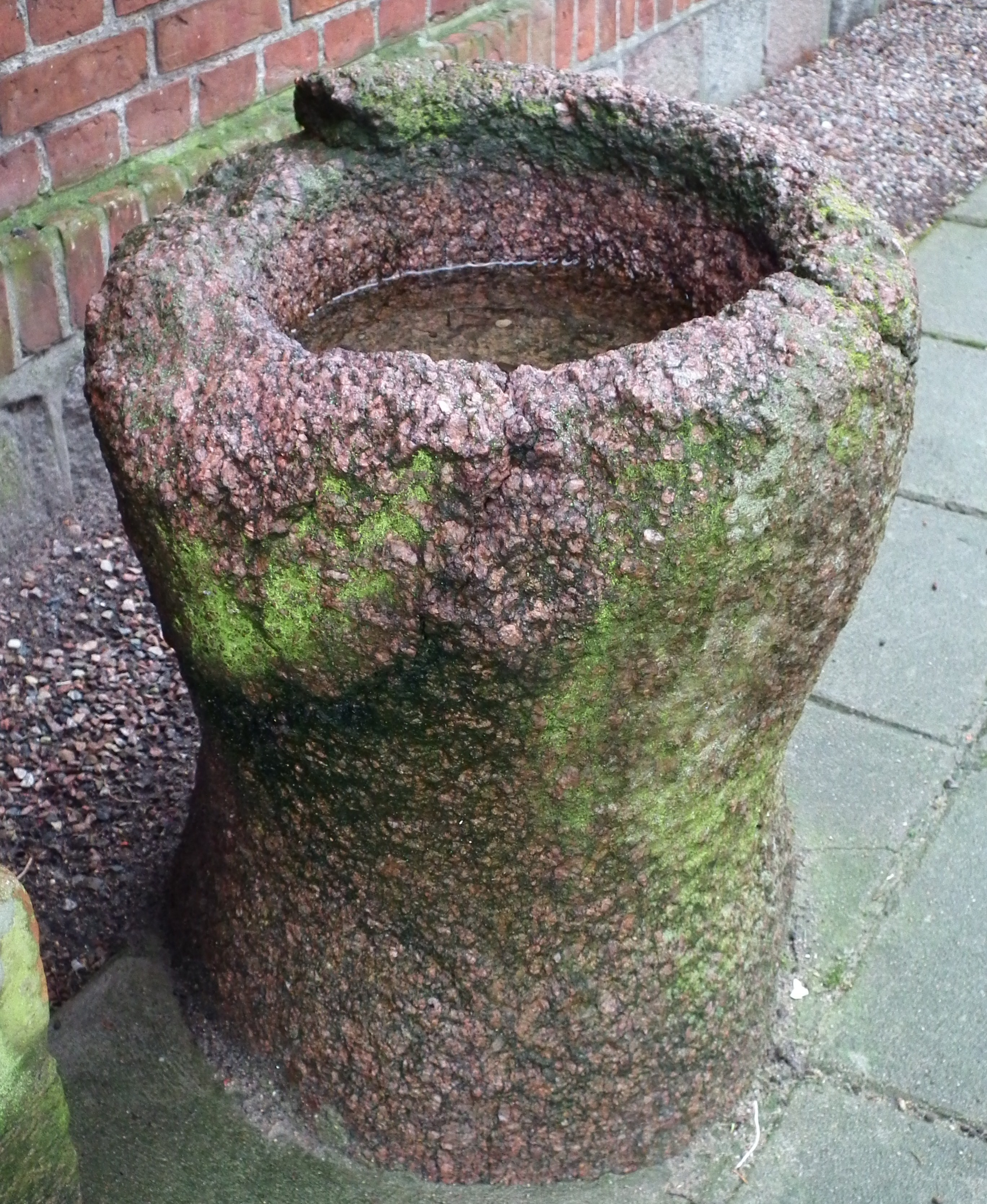
Kropielnica
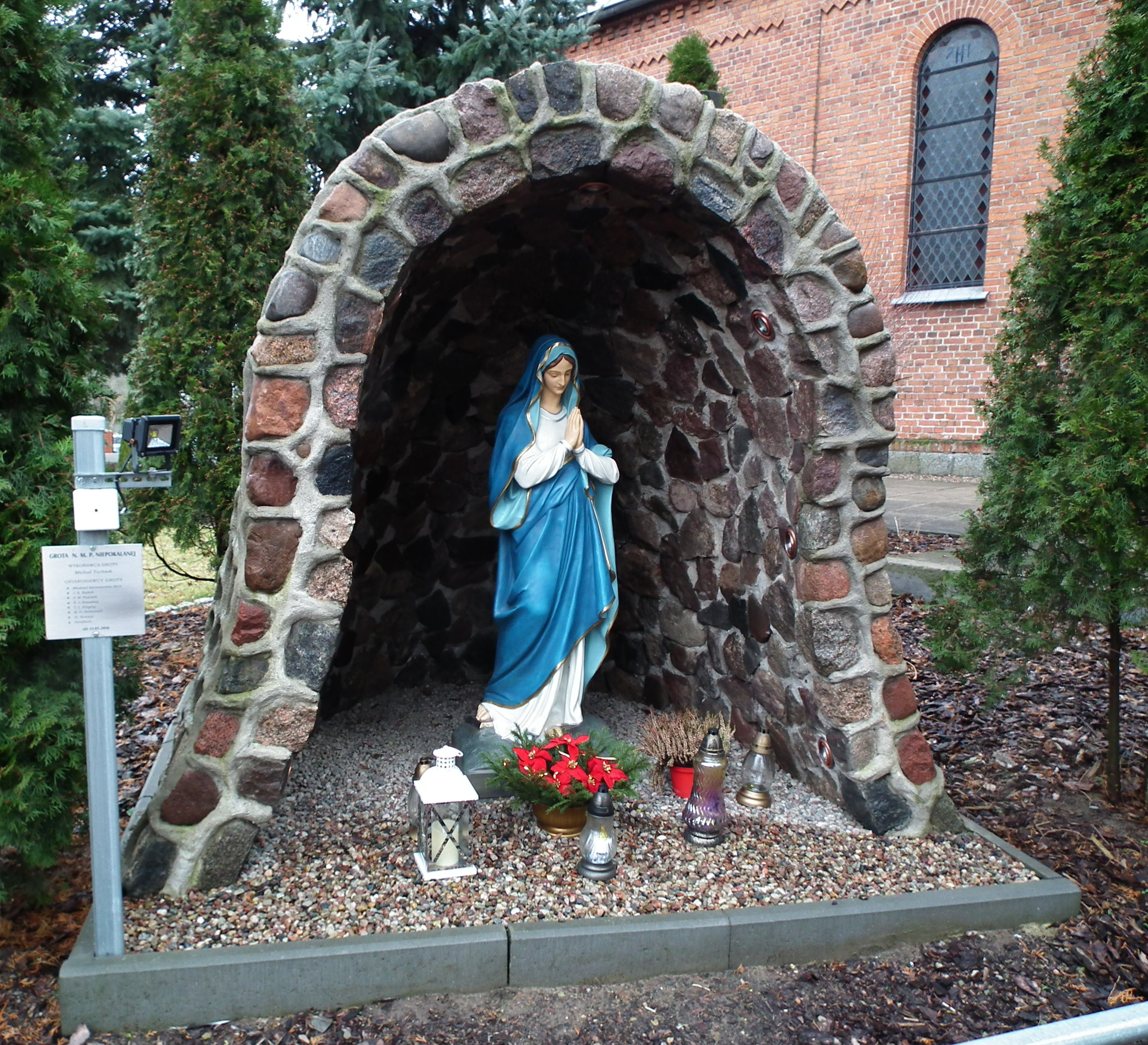
Grota maryjna